# 紫陽駅 (黄海南道)
紫陽駅（チャヤンえき）は朝鮮民主主義人民共和国黄海南道碧城郡に位置する朝鮮民主主義人民共和国鉄道省の駅である。